# Панчо Сегура
Панчо Сегура (ісп. Pancho Segura; 20 червня 1921 — 18 листопада 2017) — колишній еквадорський тенісист.
Найвищу одиночну позицію світового рейтингу — 1 місце досяг 1950 року (за даними USPLTA).
Здобув 66 одиночних титулів.
Найвищим досягненням на турнірах Великого шолома були фінали в парному та змішаному парному розрядах.
Завершив кар'єру 1970 року.

## Основні фінали за кар'єру

### Великий шлем

#### Парний розряд (2 поразки)
| Результат | Рік  | Турнір            | Покриття | Партнер      | Суперники                 | Рахунок                  |
| --------- | ---- | ----------------- | -------- | ------------ | ------------------------- | ------------------------ |
| Поразка   | 1944 | Чемпіонат США     | Трава    | Білл Талберт | Дон Макніл Боб Фалкенбурґ | 5–7, 4–6, 6–3, 1–6       |
| Поразка   | 1946 | Чемпіонат Франції | Ґрунт    | Енріке Мореа | Марсель Бернар Ївон Петра | 5–7, 3–6, 6–0, 6–1, 8–10 |

#### Мікст (2 поразки)
| Результат | Рік  | Турнір        | Покриття | Партнер     | Суперники                          | Рахунок   |
| --------- | ---- | ------------- | -------- | ----------- | ---------------------------------- | --------- |
| Поразка   | 1943 | Чемпіонат США | Трава    | Полін Бетц  | Маргарет Осборн Дюпон Білл Талберт | 8–10, 4–6 |
| Поразка   | 1947 | Чемпіонат США | Трава    | Гассі Моран | Луїз Браф Джон Бромвіч             | 3–6, 1–6  |

### Pro Slams

#### Одиночний розряд (3–8)
| Результат | Рік  | Турнір      | Покриття  | Суперник       | Рахунок                           |
| --------- | ---- | ----------- | --------- | -------------- | --------------------------------- |
| Перемога  | 1950 | US Pro      | Ґрунт (i) | Френк Ковач    | 6–1, 1–6, 8–6, 4–4 ret.           |
| Поразка   | 1951 | Wembley Pro | Закритий  | Панчо Гонсалес | 2–6, 2–6, 6–2, 4–6                |
| Перемога  | 1951 | US Pro      | Трава     | Панчо Гонсалес | 6–3, 6–4, 6–2                     |
| Перемога  | 1952 | US Pro      | Закритий  | Панчо Гонсалес | 3–6, 6–4, 3–6, 6–4, 6–0           |
| Поразка   | 1954 | US Pro      | Цемент    | Панчо Гонсалес | 4–6, 6–4, 6–2, 2–6, 4-6           |
| Поразка   | 1955 | US Pro      | Закритий  | Панчо Гонсалес | 19–21, 21–19, 19–21, 22–20, 19–21 |
| Поразка   | 1956 | US Pro      | Закритий  | Панчо Гонсалес | 19–21, 21–19, 19–21, 20–22        |
| Поразка   | 1957 | Wembley Pro | Закритий  | Кен Роузволл   | 6–1, 3–6, 4–6, 6–3, 4–6           |
| Поразка   | 1957 | US Pro      | Закритий  | Панчо Гонсалес | 3–6, 6–3, 5–7, 1–6                |
| Поразка   | 1959 | Wembley Pro | Закритий  | Мал Андерсон   | 6–4, 4–6, 6–3, 3–6, 6–8           |
| Поразка   | 1960 | Wembley Pro | Закритий  | Кен Роузволл   | 7–5, 6–8, 1–6, 3–6                |
| Поразка   | 1962 | US Pro      | Закритий  | Батч Бухгольц  | 4–6, 3–6, 4–6                     |

## Часовий графік результатів

### Одиночний розряд
1948 року Сегура почав брати участь у професійних змаганнях, тож не мав права на участь у турнірах Великого шлему до початку Відкритої ери на Відкритому чемпіонаті Франції 1968.
| W | Ф | ПФ | ЧФ | #Р | КТ | К# | DNQ | A | NH |

|                                        | 1941                            | 1942                            | 1943                            | 1944                            | 1945                            | 1946                            | 1947                            | 1948                            | 1949                            | 1950                            | 1951                            | 1951                            | 1952                            | 1953                            | 1954                            | 1954                            | 1955                            | 1956                            | 1957                            | 1958                            | 1959                            | 1960                            | 1961                            | 1962                            | 1963                            | 1964                            | 1965                            | 1966                            | 1967                            | 1968                            | 1969                            | 1970                            | SR     | В-П   | Win % |
| Турніри Великого шлему                 | Турніри Великого шлему          | Турніри Великого шлему          | Турніри Великого шлему          | Турніри Великого шлему          | Турніри Великого шлему          | Турніри Великого шлему          | Турніри Великого шлему          | Турніри Великого шлему          | Турніри Великого шлему          | Турніри Великого шлему          | Турніри Великого шлему          | Турніри Великого шлему          | Турніри Великого шлему          | Турніри Великого шлему          | Турніри Великого шлему          | Турніри Великого шлему          | Турніри Великого шлему          | Турніри Великого шлему          | Турніри Великого шлему          | Турніри Великого шлему          | Турніри Великого шлему          | Турніри Великого шлему          | Турніри Великого шлему          | Турніри Великого шлему          | Турніри Великого шлему          | Турніри Великого шлему          | Турніри Великого шлему          | Турніри Великого шлему          | Турніри Великого шлему          | Турніри Великого шлему          | Турніри Великого шлему          | Турніри Великого шлему          | 0 / 12 | 27–12 | 69.2  |
| -------------------------------------- | ------------------------------- | ------------------------------- | ------------------------------- | ------------------------------- | ------------------------------- | ------------------------------- | ------------------------------- | ------------------------------- | ------------------------------- | ------------------------------- | ------------------------------- | ------------------------------- | ------------------------------- | ------------------------------- | ------------------------------- | ------------------------------- | ------------------------------- | ------------------------------- | ------------------------------- | ------------------------------- | ------------------------------- | ------------------------------- | ------------------------------- | ------------------------------- | ------------------------------- | ------------------------------- | ------------------------------- | ------------------------------- | ------------------------------- | ------------------------------- | ------------------------------- | ------------------------------- | ------ | ----- | ----- |
| Відкритий чемпіонат Австралії з тенісу | не проводили                    | не проводили                    | не проводили                    | не проводили                    | не проводили                    |                                 |                                 | не мав права на участь          | не мав права на участь          | не мав права на участь          | не мав права на участь          | не мав права на участь          | не мав права на участь          | не мав права на участь          | не мав права на участь          | не мав права на участь          | не мав права на участь          | не мав права на участь          | не мав права на участь          | не мав права на участь          | не мав права на участь          | не мав права на участь          | не мав права на участь          | не мав права на участь          | не мав права на участь          | не мав права на участь          | не мав права на участь          | не мав права на участь          | не мав права на участь          | не мав права на участь          |                                 |                                 | 0 / 0  | 0–0   | –     |
| Відкритий чемпіонат Франції з тенісу   | не проводили                    | не проводили                    | не проводили                    | не проводили                    | не проводили                    | 3р                              |                                 | не мав права на участь          | не мав права на участь          | не мав права на участь          | не мав права на участь          | не мав права на участь          | не мав права на участь          | не мав права на участь          | не мав права на участь          | не мав права на участь          | не мав права на участь          | не мав права на участь          | не мав права на участь          | не мав права на участь          | не мав права на участь          | не мав права на участь          | не мав права на участь          | не мав права на участь          | не мав права на участь          | не мав права на участь          | не мав права на участь          | не мав права на участь          | не мав права на участь          |                                 |                                 |                                 | 0 / 1  | 2–1   | 66.7  |
| Вімблдонський турнір                   | не проводили                    | не проводили                    | не проводили                    | не проводили                    | не проводили                    | 3р                              | 1р                              | не мав права на участь          | не мав права на участь          | не мав права на участь          | не мав права на участь          | не мав права на участь          | не мав права на участь          | не мав права на участь          | не мав права на участь          | не мав права на участь          | не мав права на участь          | не мав права на участь          | не мав права на участь          | не мав права на участь          | не мав права на участь          | не мав права на участь          | не мав права на участь          | не мав права на участь          | не мав права на участь          | не мав права на участь          | не мав права на участь          | не мав права на участь          | не мав права на участь          |                                 |                                 |                                 | 0 / 2  | 2–2   | 50.0  |
| Відкритий чемпіонат США з тенісу       | 2р                              | ПФ                              | ПФ                              | ПФ                              | ПФ                              | ЧФ                              | ЧФ                              | не мав права на участь          | не мав права на участь          | не мав права на участь          | не мав права на участь          | не мав права на участь          | не мав права на участь          | не мав права на участь          | не мав права на участь          | не мав права на участь          | не мав права на участь          | не мав права на участь          | не мав права на участь          | не мав права на участь          | не мав права на участь          | не мав права на участь          | не мав права на участь          | не мав права на участь          | не мав права на участь          | не мав права на участь          | не мав права на участь          | не мав права на участь          | не мав права на участь          | 3р                              |                                 | 2р                              | 0 / 9  | 23–9  | 71.9  |
| Турніри Про-Слем                       | Турніри Про-Слем                | Турніри Про-Слем                | Турніри Про-Слем                | Турніри Про-Слем                | Турніри Про-Слем                | Турніри Про-Слем                | Турніри Про-Слем                | Турніри Про-Слем                | Турніри Про-Слем                | Турніри Про-Слем                | Турніри Про-Слем                | Турніри Про-Слем                | Турніри Про-Слем                | Турніри Про-Слем                | Турніри Про-Слем                | Турніри Про-Слем                | Турніри Про-Слем                | Турніри Про-Слем                | Турніри Про-Слем                | Турніри Про-Слем                | Турніри Про-Слем                | Турніри Про-Слем                | Турніри Про-Слем                | Турніри Про-Слем                | Турніри Про-Слем                | Турніри Про-Слем                | Турніри Про-Слем                | Турніри Про-Слем                | Турніри Про-Слем                | Турніри Про-Слем                | Турніри Про-Слем                | Турніри Про-Слем                | 3 / 37 | 63–34 | 64.9  |
| U.S. Pro                               |                                 |                                 |                                 | NH                              |                                 |                                 |                                 | ЧФ                              |                                 | П                               | Ф                               | П                               | П                               |                                 | ПФ                              | Ф                               | Ф                               | Ф                               | Ф                               | ПФ                              | ПФ                              | ПФ                              |                                 | Ф                               | ЧФ                              | ЧФ                              | ЧФ                              | 1р                              | ЧФ                              |                                 |                                 |                                 | 3 / 19 | 32–16 | 66.7  |
| French Pro                             | не проводили                    | не проводили                    | не проводили                    | не проводили                    | не проводили                    | не проводили                    | не проводили                    | не проводили                    | не проводили                    | не проводили                    | не проводили                    | не проводили                    | не проводили                    | не проводили                    | не проводили                    | не проводили                    | не проводили                    |                                 | NH                              | ЧФ                              | ЧФ                              | ЧФ                              | ПФ                              | ЧФ                              |                                 |                                 | ЧФ                              |                                 |                                 | 0 / 6                           | 7–6                             | 53.8                            |        |       |       |
| Wembley Pro                            | не проводили                    | не проводили                    | не проводили                    | не проводили                    | не проводили                    | не проводили                    | не проводили                    | не проводили                    | ПФ                              |                                 | Ф                               | Ф                               | ПФ                              | ПФ                              | NH                              | NH                              | NH                              | ПФ                              | Ф                               | ЧФ                              | Ф                               | Ф                               | ПФ                              | ПФ                              |                                 |                                 | ЧФ                              |                                 |                                 | 0 / 12                          | 24–12                           | 66.7                            |        |       |       |
| В-П                                    | 1–1                             | 4–1                             | 3–1                             | 3–1                             | 3–1                             | 7–3                             | 4–2                             | 2–1                             | 2–1                             | 4–0                             | 10–2                            | 10–2                            | 6–1                             | 2–1                             | 4–2                             | 4–2                             | 2–1                             | 4–2                             | 4–2                             | 2–3                             | 5–3                             | 4–3                             | 4–2                             | 4–3                             | 0–1                             | 1–1                             | 3–3                             | 0–1                             | 0–1                             | 1–1                             | 0–0                             | 1–1                             | 3 / 49 | 90–46 | 66.2  |
| Інші важливі професійні турніри        | Інші важливі професійні турніри | Інші важливі професійні турніри | Інші важливі професійні турніри | Інші важливі професійні турніри | Інші важливі професійні турніри | Інші важливі професійні турніри | Інші важливі професійні турніри | Інші важливі професійні турніри | Інші важливі професійні турніри | Інші важливі професійні турніри | Інші важливі професійні турніри | Інші важливі професійні турніри | Інші важливі професійні турніри | Інші важливі професійні турніри | Інші важливі професійні турніри | Інші важливі професійні турніри | Інші важливі професійні турніри | Інші важливі професійні турніри | Інші важливі професійні турніри | Інші важливі професійні турніри | Інші важливі професійні турніри | Інші важливі професійні турніри | Інші важливі професійні турніри | Інші важливі професійні турніри | Інші важливі професійні турніри | Інші важливі професійні турніри | Інші важливі професійні турніри | Інші важливі професійні турніри | Інші важливі професійні турніри | Інші важливі професійні турніри | Інші важливі професійні турніри | Інші важливі професійні турніри | 1 / 6  | 7–14  | 33.3  |
| TOC (US)                               | не проводили                    | не проводили                    | не проводили                    | не проводили                    | не проводили                    | не проводили                    | не проводили                    | не проводили                    | не проводили                    | не проводили                    | не проводили                    | не проводили                    | не проводили                    | не проводили                    | не проводили                    | не проводили                    | не проводили                    | не проводили                    | 6th                             | 5th                             | ЧФ                              | NH                              | NH                              | NH                              | NH                              | NH                              | NH                              | NH                              | NH                              |                                 |                                 |                                 | 0 / 3  | 3-9   | 25.0  |
| TOC (Aus.)                             | не проводили                    | не проводили                    | не проводили                    | не проводили                    | не проводили                    | не проводили                    | не проводили                    | не проводили                    | не проводили                    | не проводили                    | не проводили                    | не проводили                    | не проводили                    | не проводили                    | не проводили                    | не проводили                    | не проводили                    | не проводили                    | П                               | 5th                             | ЧФ                              | NH                              | NH                              | NH                              | NH                              | NH                              | NH                              | NH                              | NH                              |                                 |                                 |                                 | 1 / 3  | 4-5   | 44.4  |